# Hélice à supercavitation

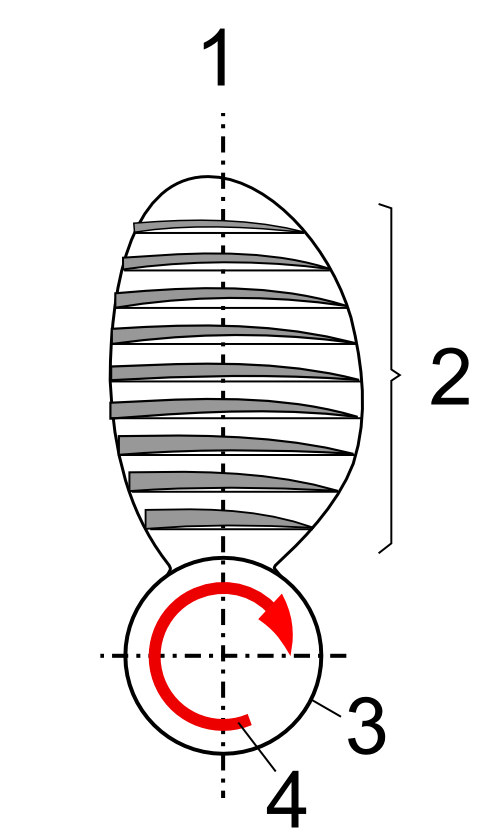
Propulseur utilisant la supercavitation

 (septembre 2024).
Si vous disposez d'ouvrages ou d'articles de référence ou si vous connaissez des sites web de qualité traitant du thème abordé ici, merci de compléter l'article en donnant les références utiles à sa vérifiabilité et en les liant à la section « Notes et références ».
L'hélice à supercavitation est une variante d'hélice de propulsion dans l'eau, où la supercavitation permet de gagner en vitesse en réduisant la friction. Ce type d'hélice est utilisé à des fins militaires, sur les bateaux de course de haute performance ainsi que sur les de bateaux de course modèle[pas clair]. 
Cet article fait une distinction entre une hélice à supercavitation et une hélice à sous-cavitation fonctionnant dans des conditions de supercavitation. En général, les hélices à sous-cavitation deviennent moins efficaces lorsqu'elles fonctionnent dans des conditions de supercavitation. 

## Historique
Albert Hickman (1877–1957) fut au début du XXe siècle le pionnier de cette technologie, ainsi que d'autres technologies de navigation en mer à grande vitesse. Ses conceptions Sea Sled utilisaient une hélice à surface perforée[réf. souhaitée].

## Principe

### Cavitation
La cavitation est un phénomène qui se produit quand un liquide est accéléré à grande vitesse, par exemple au niveau des parois des pales d'une hélice. La pression du fluide baisse à cause de sa grande vitesse (théorème de Bernoulli), et, quand la pression du liquide chute en-dessous de la pression de vaporisation, il se vaporise — typiquement en formant de petites bulles de vapeur d'eau, c’est-à-dire de l'eau dans sa forme gazeuse.
En hydrodynamique ordinaire, la cavitation est un phénomène qui, la plupart du temps, est fortuit et indésirable : habituellement, les bulles ne sont pas soutenues mais implosent à cause du ralentissement soudain du fluide et de l'élévation soudaine de la pression ambiante. Ces petites implosions peuvent même mener à des dommages physiques, par exemple à la détérioration d'une hélice mal conçue.

### Hélice à supercavitation
L'hélice à supercavitation fonctionne immergée, où tout le diamètre de la pale se trouve sous la surface de l'eau. Ses lames sont en forme de coin afin de forcer la cavitation au bord d'attaque et aussi afin d'éviter le frottement de la pellicule d'eau sur toute la face avant. Comme la cavité s'effondre loin derrière la lame, l'hélice en supercavitation évite l'effritement causé par la cavitation, un problème rencontré avec les hélices conventionnelles. 
Une alternative à l'hélice à supercavitation est l'hélice à surface perforée ou ventilée. Ces hélices sont conçues pour laisser l'eau intentionnellement et entraîner l'air atmosphérique à remplir le vide, faisant en sorte que la couche de gaz résultante sur la face avant de la pale d'hélice est constituée d'air et non de vapeur d'eau. Cette conception utilise moins d'énergie. L'hélice à surface perforée bénéficie d'ailleurs généralement d'une traînée plus faible que le principe de supercavitation. Comme l'hélice à supercavitation, l'hélice à surface perforée possède des pales en forme de coin. Les hélices peuvent être conçues pour fonctionner à la fois en mode supercavitation et en mode surface perforée.   